# Караозек (Буландынский район)
Караозе́к (каз. Қараөзек, до 2007 г. — Ко́локоловка) — аул в Буландынском районе Акмолинской области Казахстана. Административный центр Караузекского сельского округа. Код КАТО — 114055100.

## География
Аул расположен в северной части района, на правом берегу реки Кайракты, в месте впадения в неё ручья Карагайлы , на расстоянии примерно 11 километров (по прямой) к юго-западу от административного центра района — города Макинск.
Абсолютная высота — 360 метров над уровнем моря.
Климат холодно-умеренный, с хорошей влажностью. Среднегодовая температура воздуха отрицательная и составляет около -2,8°С. Среднемесячная температура воздуха в июле достигает +18,9°С. Среднемесячная температура января составляет около -15,4°С. Среднегодовое количество осадков составляет около 425 мм. Основная часть осадков выпадает в период с июня по август.
Ближайшие населённые пункты: аул Байсуат — на юге, село Еруслановка — на юго-востоке, город Макинск — на северо-востоке.
Восточнее аула проходит автодорога областного значения КС-1 «Жалтыр — Макинск».

## Население
В 1989 году население аула составляло 1182 человек (из них русские — 47%).

В 1999 году население аула составляло 853 человека (400 мужчин и 453 женщины). По данным переписи 2009 года, в ауле проживало 1026 человек (497 мужчин и 529 женщин).
| Численность населения | Численность населения | Численность населения |
| 1989                  | 1999                  | 2009                  |
| --------------------- | --------------------- | --------------------- |
| 1182                  | ↘853                  | ↗1026                 |

## История
Основана в 1912 году на месте  заимки крестьянина Емельяна Колоколова .
Постановлением Акимата Акмолинской области от 27 апреля 2007 года № а-5/145 и решением Акмолинского областного Маслихата от 27 апреля 2007 года № ЗС-26-13 «О переименовании некоторых населенных пунктов Акмолинской области по Буландынскому и Аршалынскому районам», зарегистрированное Департаментом юстиции Акмолинской области 25 мая 2007 года № 3223 — село Колоколовка Караозекского сельского округа было переименовано в село Караозек.

## Улицы[7]
- ул. им. Балуана Шолака,
- ул. им. Малика Габдуллина,
- ул. им. Сакена Сейфуллина,
- ул. им. Шокана Уалиханова.